# Caballería acorazada del Ejército de los Estados Unidos

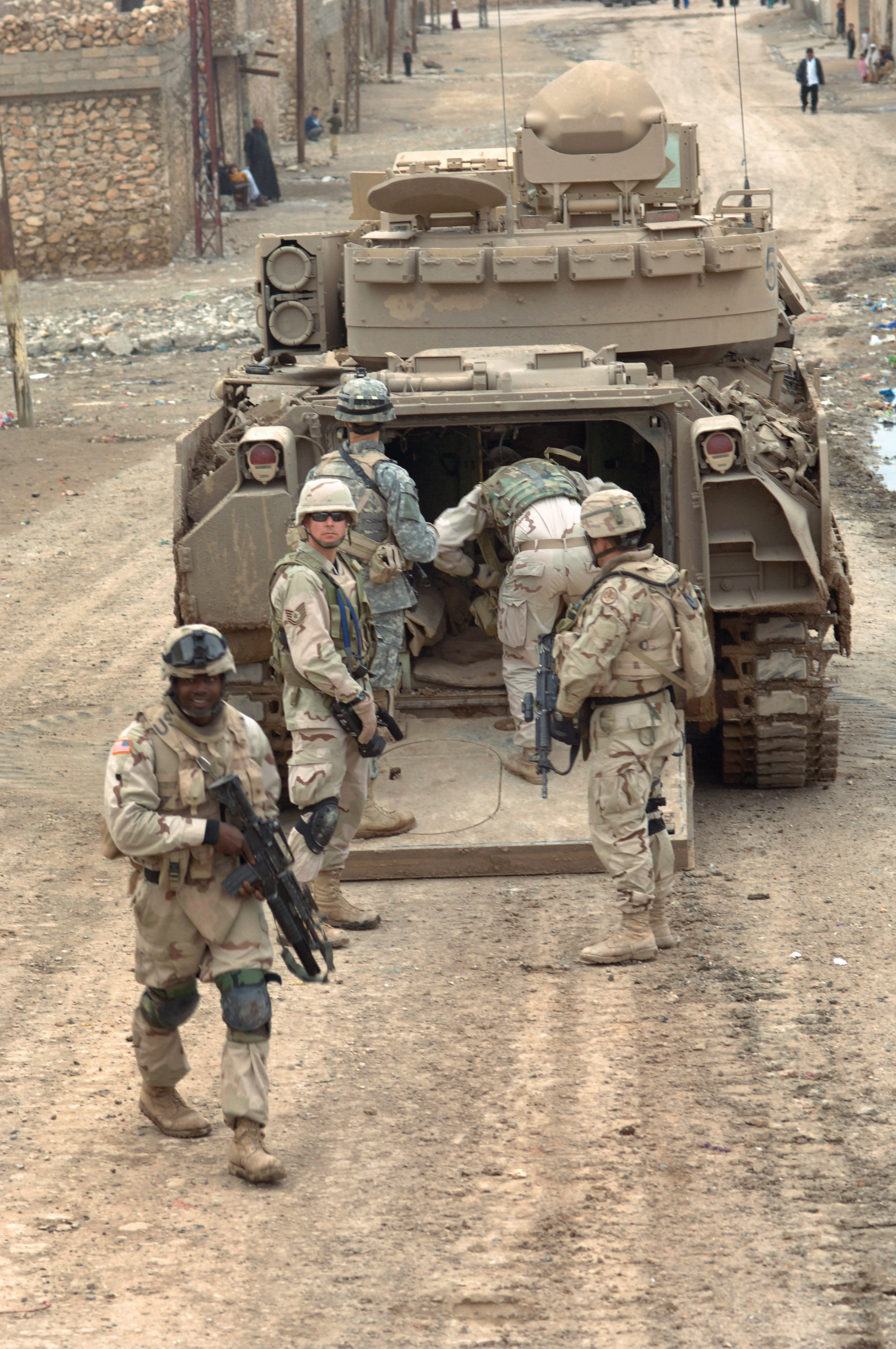
Un M2 Bradley del Regimiento de Caballería Acorazada durante la guerra de Irak en 2006.

La caballería acorazada (Armored Cavalry en inglés), es una rama del Ejército de los Estados Unidos utilizada para misiones de reconocimiento con defensa acorazada, la vigilancia y la seguridad. Siempre está organizada en regimientos, del tamaño de una brigada. Es descendiente de la caballería del antiguo Ejército estadounidense, por lo que se sitúa en un punto medio entre la caballería estándar y los batallones acorazados, que emplean tanques como el M60 Patton o el M1 Abrams.
Los vehículos utilizados, entre otros, durante la guerra de Vietnam en estos regimientos, fueron del modelo M551 Sheridan y desde 1980, principalmente el M3 Bradley (versión "reconocimiento" de infantería M2) y desde 2000, vehículos con ruedas como el Stryker, también para la infantería. La caballería acorazada también está equipada con un pequeño número de M1 Abrams y muchos vehículos más ligeros, como el famoso Humvee.

## Lista de regimientos
- 2.º Regimiento de Caballería (ahora una brigada de combate Stryker)
- 3.er Regimiento de Caballería (ahora una brigada de combate Stryker)
- 6.º Regimiento de Caballería (convertido en un regimiento aéreo)
- 11.º Regimiento de Caballería (ahora una brigada de combate)
- 14.º Regimiento de Caballería (convertido en un regimiento de caballería)
- 17.º Regimiento de Caballería
- 107.º Regimiento de Caballería (convertido en un regimiento de caballería)
- 108.º Regimiento de Caballería (en 1968 transformado en 1.ª Brigada, 30.ª División Acorazada, MS ARNG)
- 116.º Regimiento de Caballería (convertido en un regimiento de caballería)
- 150.º Regimiento de Caballería (Virginia Occidental, 1955-1968)
- 163.º Regimiento de Caballería (convertido en un regimiento de caballería)
- 278.º Regimiento de Caballería (ahora una brigada de combate)
- 300.º Regimiento de Caballería (1948 (disuelto en 1952))
- 301.º Regimiento de Caballería (1948 (disuelto en 1950))
- 302.º Regimiento de Caballería (1948 (disuelto en 1952))